# Hydrangea xanthoneura
Hydrangea xanthoneura är en hortensiaväxtart som beskrevs av Friedrich Ludwig Diels. Hydrangea xanthoneura ingår i släktet hortensior, och familjen hortensiaväxter. Inga underarter finns listade i Catalogue of Life.